# Phoenix Roadrunners (IHL)
Phoenix Roadrunners byl profesionální americký klub ledního hokeje, který sídlil ve Phoenixu ve státě Arizona. V letech 1989–1997 působil v profesionální soutěži International Hockey League. Roadrunners ve své poslední sezóně v IHL skončily v základní části. Klub byl během své existence farmou Los Angeles Kings. Své domácí zápasy odehrával v hale Arizona Veterans Memorial Coliseum s kapacitou 13 730 diváků.

## Přehled ligové účasti
Zdroj: 
- 1989–1992: International Hockey League (Západní divize)
- 1992–1994: International Hockey League (Pacifická divize)
- 1994–1995: International Hockey League (Jihozápadní divize)
- 1995–1997: International Hockey League (Jižní divize)